# Anemia infecciosa del salmón
La anemia infecciosa del salmón (ISA) es una enfermedad viral del salmón atlántico (Salmo salar) que afecta centros de cultivo de la especie en Canadá, Noruega, Escocia y Chile provocando en estos importantes pérdidas.
El agente causal de la anemia infecciosa (infectious salmon anemia, ISA, en inglés) es el denominado virus de la anemia infecciosa del salmón (ISAV en inglés), un RNA virus, única especie del género Isavirus de la familia de los Orthomyxoviridae. El virus no afecta al hombre.

## Transmisión
Se ha demostrado que la transmisión del virus ocurre por contacto con peces infectados o sus secreciones. Las personas que manipulan peces enfermos así como los equipos utilizados en los criaderos también pueden diseminar el virus. El agente puede sobrevivir en el agua marina y el factor de riesgo más importante para cualquier criadero libre de la enfermedad es su proximidad con un criadero ya infectado.